# Уильямс, Иди
Эдви́на Бет «И́ди» Уи́льямс (англ. Edwina Beth «Edy» Williams; 9 июля 1942, Солт-Лейк-Сити, Юта, США) — американская актриса

.

## Биография
Эдвина Бет Уильямс родилась 9 июля 1942 года в Солт-Лейк-Сити (штат Юта, США), а выросла в Южной Каролине. Она начала свою карьеру в качестве модели и участницы конкурса красоты. После победы в нескольких местных конкурсах она была подписала контракт с 20th Century Fox.
В 1962—1995 годы Иди сыграла в 51-м фильме и телесериале.
В 1970—1975 годы Иди была замужем за режиссёром Рассом Мейером (1922—2004).

## Избранная фильмография
| Год  |   | Русское название          | Оригинальное название          | Роль             |
| ---- | - | ------------------------- | ------------------------------ | ---------------- |
| 1962 | с | Сумеречная зона           | The Twilight Zone              | хористка         |
| 1964 | ф | Обнажённый поцелуй        | The Naked Kiss                 | Хэтрак           |
| 1965 | ф | Харлоу                    | Harlow                         | девушка на почте |
| 1966 | ф | Парадиз по-гавайски       | Paradise, Hawaiian Style       | танцовщица       |
| 1966 | с | Бэтмен                    | Batman                         | хозяйка / Рэй    |
| 1970 | ф | За пределами долины кукол | Beyond the Valley of the Dolls | Эшли Сент Айвз   |
| 1983 | ф | Женщины за решёткой       | Chained Heat                   | Пола             |
| 1987 | с | Кувалда                   | Sledge Hammer!                 | девушка мечты    |
| 1989 | ф | Доктор с чужой планеты    | Dr. Alien                      | Букмайстер       |